# Herb Wrocławia
Herb Wrocławia – jeden z symboli miejskich Wrocławia.

## Symbolika
Współczesny herb Wrocławia jest pięciopolowy. W centrum tarczy mieści się srebrna misa z odciętą głową świętego Jana Chrzciciela, patrona katedry wrocławskiej. W prawym (heraldycznie) górnym rogu w czerwonym polu znajduje się ukoronowany lew czeski – symbol przynależności do dawnej Korony Królestwa Czeskiego, w lewym górnym rogu czarny Orzeł Śląski (zgorzelec) w złotym polu z białą przepaską henrykowską na piersi i skrzydłach, zwieńczoną krzyżem. W prawym dolnym, złotym polu znajduje się duża litera W od łacińskiej nazwy miasta Wratislavia, w lewym dolnym, czerwonym polu osadzone na odwróconej koronie popiersie świętego Jana Ewangelisty (patrona kaplicy na ratuszu) w nimbie (czasem uznawane również za głowę św. Doroty).

## Historia

Rekonstrukcja czternastowiecznego herbu

### Początki
W roku 1292 na reprezentacyjnej pieczęci Wrocławia pojawił się wizerunek św. Jana Chrzciciela.
Pierwszy herb Wrocławia z XIV wieku ustanowiono na dworze cesarza Karola IV Luksemburskiego. Dwa pola zajmuje głowa św. Jana Chrzciciela na misie, kolejne dwa czeski lew w koronie. Zachowało się bardzo niewiele jego przedstawień. Widnieje w XV-wiecznym herbarzu Wernigerode przechowywanym w Bibliotece Państwowej w Monachium. Zachował się także w sali herbowej zamku Wenzelschloss w Lauf koło Norymbergi.

### 1530

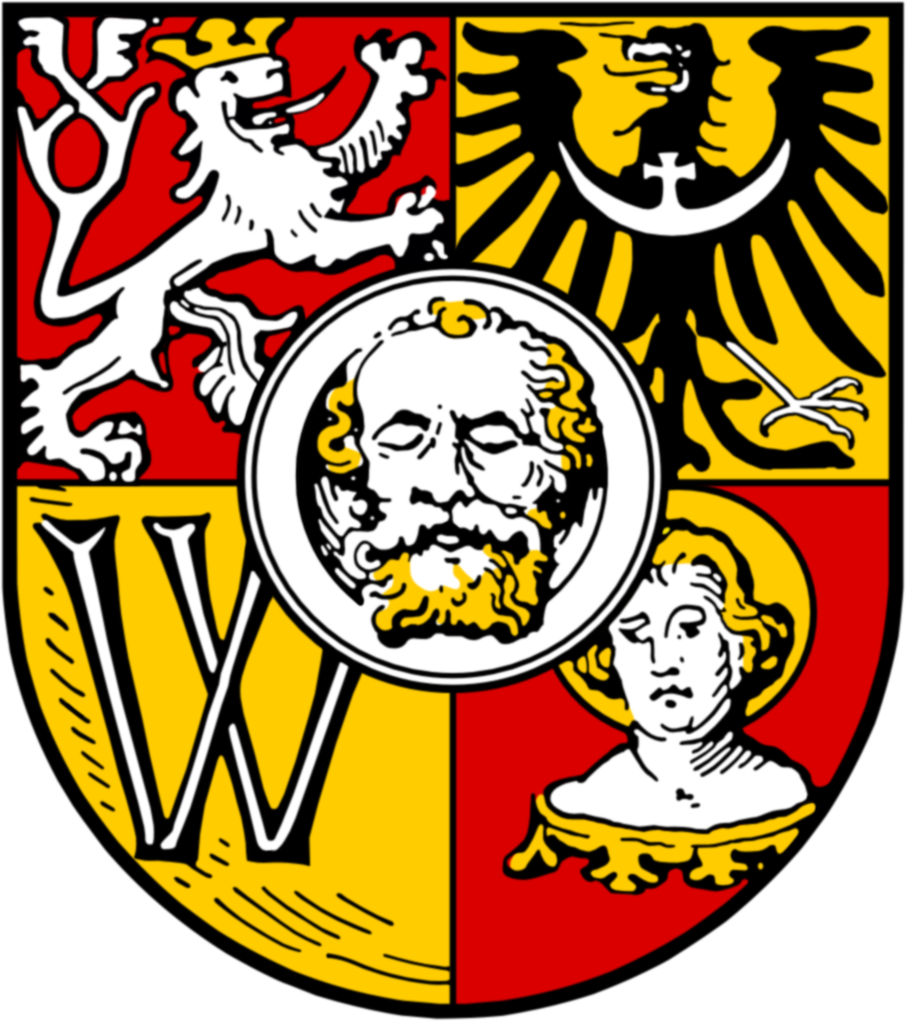
Herb cesarski
1530-1938

Herb Wrocławia z XVI wieku odzwierciedla wielkie ambicje miasta, którego rajcy zdecydowali się stworzyć herb na podobieństwo pięciopolowych herbów królewskich. Symbolika XVI-wiecznego herbu mocno oddaje złożoną historię miasta. Dyplom herbowy wystawiła miastu 12 lutego 1530 r. w Pradze kancelaria królewska władcy czesko-węgierskiego Ferdynanda I Habsburga, a przywilej herbowy potwierdził 10 lipca 1530 r. cesarz Karol V Habsburg.
Z przywileju herbowego:

Nadajemy wam i waszym potomkom nowy herb miejski, mianowicie tarczę z głową św. Jana Chrzciciela, z czterema innymi tarczami wokół, w tym na górnej białego lwa, na drugiej czarnego orła na żółtym polu po lewej stronie wielkiej tarczy, na trzeciej po lewej stronie głowę św. Jana Ewangelisty, który u was i u waszych przodków był od wielu lat w czci i poważaniu. A w czwartej najniższej tarczy literę “W”, co oznacza imię Wratislay, tego który pierwszy zbudował miasto Presslaw i nadał mu imię Wratislavia.

### 1938
19 października 1938 naziści na rozkaz gauleitera Śląska Josefa Wagnera zastąpili tradycyjny herb dwupolowym. W jego górnej, złotej części widniał orzeł śląski, a w czerwonej, dolnej Krzyż Żelazny – projektantem nowej tarczy był Hans Schweitzer Mjollnir. Cytat z gazety z tego okresu:

... Nadprezydentowi i gauleiterowi Śląska Josefowi Wagnerowi źle się kojarzy herbowa litera „W”. Jest podobno „zbyt słowiańska, jako że stanowi inicjał imienia czeskiego księcia Wratysława, założyciela naszego miasta. Lew zresztą też ma niewłaściwe, bo czeskie pochodzenie.
Poza tym Wagner uważa, że w starym herbie jest za dużo chrześcijańskiej symboliki. Widok głowy św. Jana Chrzciciela na misie nie poprawia samopoczucia naszego gauleitera. Zarządził więc wprowadzenie nowego godła. Na tarczy znalazł się śląski orzeł i Krzyż Żelazny z literami FW i datą 1813. To inicjały króla Fryderyka Wilhelma III, który ustanowił odznaczenie Krzyż Żelazny za wojny wyzwoleńcze z Napoleonem.

Wrocławski herb z czasów III Rzeszy 1938-1945 według projektu Hansa Schweitzera-Mjölnira

Odwołanie do króla Fryderyka Wilhelma III wiąże się z wydaną przez niego we Wrocławiu 17 marca 1813 pod naciskiem pruskich patriotów odezwą An Mein Volk (niem. Do mojego ludu), wzywającą do walki z Napoleonem. Wcześniej król ustanowił order Krzyża Żelaznego oraz pozwolił na formowanie ochotniczych freikorps, od których barw mundurowych pochodzą kolory współczesnej flagi niemieckiej.

### 1948

Herb z lat 1948–1990.

Po II wojnie światowej i powrocie Wrocławia pod panowanie polskie na krótko – do roku 1948 – wrócono do tradycyjnego herbu. W lutym tego samego roku Miejska Rada Narodowa dokonała przeprojektowania starego herbu – lwa czeskiego przesunięto z pola I na III, głowę Jana Ewangelisty zlikwidowano, a w pierwotnym miejscu czeskiego lwa umieszczono białego, nieukoronowanego orła polskiego. Herb ten nigdy nie wyszedł poza fazę projektową. Jeszcze w 1948 herbem miasta stał się dwugłowy wizerunek orła wzorowany na średniowiecznej pieczęci wrocławskiego wójta – jeszcze starszej niż właściwy herb miejski. Autorem nowego herbu był historyk Karol Maleczyński.

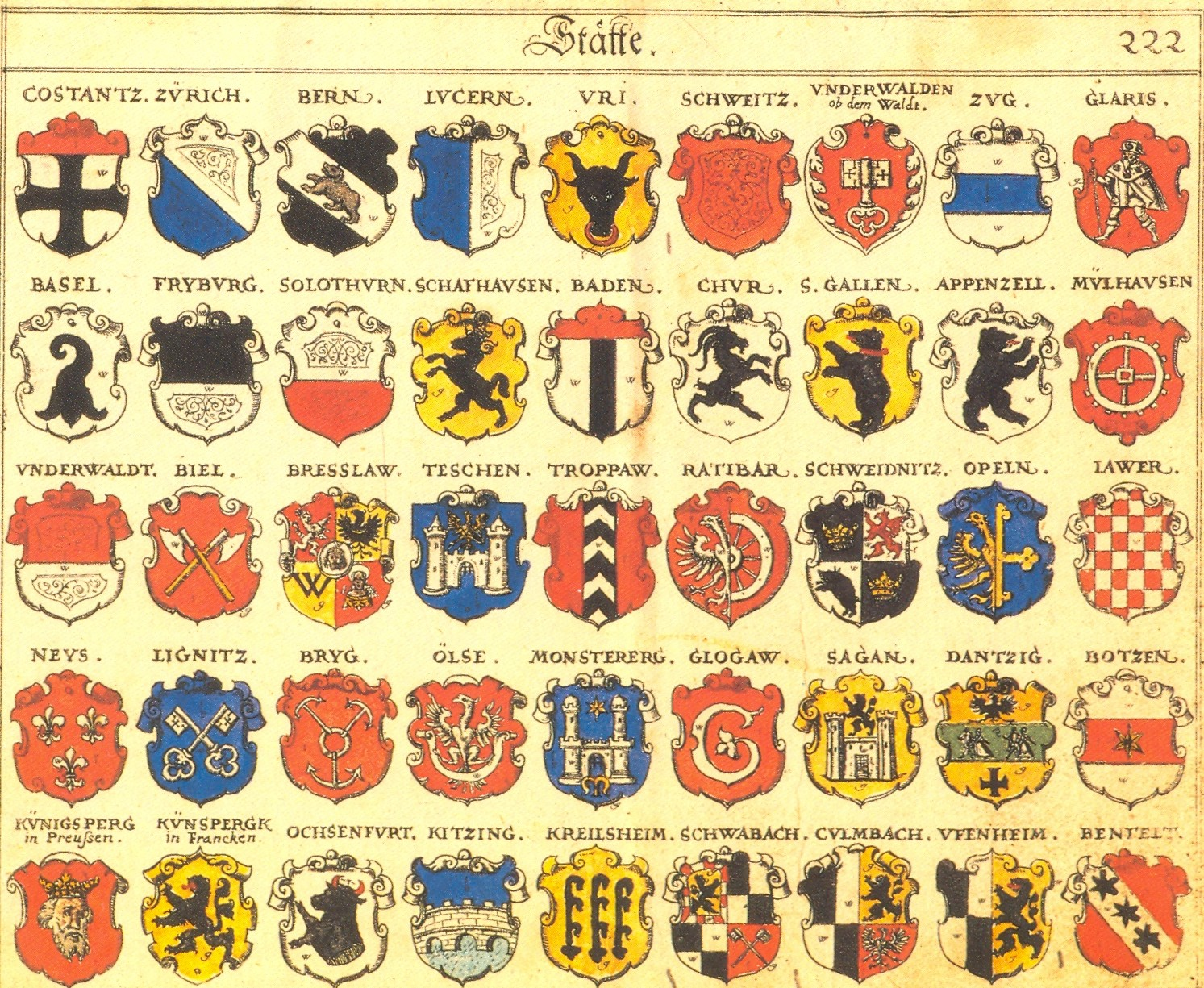
Herb Wrocławia w herbarzu Johanna Siebmachera (trzeci z lewej w trzecim rzędzie)

W prawej (heraldycznie), czerwonej połowie tarczy widniała połowa polskiego orła z głową zwróconą w prawo, w lewym, złotym polu umieszczona była połowa czarnego orła śląskiego z białą przepaską i głową zwróconą w lewo. Orły były nieukoronowane. Wiele osób do dziś kojarzy ten herb z Wrocławiem. Bazujący na tym herbie motyw znajduje się w symbolu wrocławskiej drużyny piłkarskiej Śląsk Wrocław oraz Politechniki Wrocławskiej.

### Od 1990
19 czerwca 1990 Rada Miejska przywróciła tradycyjny herb pięciopolowy, który obowiązywał do roku 1948. Zmieniono jednak nieznacznie wygląd tego herbu.
W 1995 r. godło zmieniono, m.in. zmieniona została twarz Jana Chrzciciela oraz kilka szczegółów w pozostałych elementach herbu.